# Jozef Hroš
Jozef Hroš (* 29. ledna 1959) je bývalý slovenský fotbalista, brankář.

## Fotbalová kariéra
Hrál za Slovan Bratislava, na vojně za VTJ Tábor, dále za ZŤS Petržalka a Inter Bratislava. V Poháru vítězů pohárů nastoupil v 1 utkání. Po skončení aktivní kariéry působil jako trenér brankářů.